# آندژی گرابوفسکی
آندژی گرابوفسکی (انگلیسی: Andrzej Grabowski؛ زادهٔ ۱۵ مارس ۱۹۵۲) بازیگر، کمدین، صداپیشه و خواننده اهل کشور لهستان است. از معروفترین کارهای وی، صداپیشگی انیمیشن‌های داستان اسباب‌بازی ۳ و جوجه کوچولو به زبان لهستانی است.
از فیلم‌ها یا مجموعه‌های تلویزیونی که وی در آن‌ها نقش داشته‌است، می‌توان به نامه به بابا نوئل ۳، مسکوی کوچک، خبرچینان – پدران و دختران، خبرچینان، سیاست، کرکس، عهدهای دوشیزه، ۱۹۳۹ نبرد وسترپلاته، جنگ‌های پنهان، آب‌شدگی، پیت‌بول (فیلم)، پیت‌بول (سریال تلویزیونی)، ما همه مسیح هستیم، تنها عشق، با آتش و شمشیر (مجموعه تلویزیونی)،نشانه‌گذاری‌شده، سرهنگ کفیاتکوفسکی، سال‌های شیرین، جهان به روایت خانواده کیپسکی، حدود پروردگار و اعتصاب اشاره نمود.

## زندگی شخصی
آندژی گرابوفسکی دو دختر دارد. وی در سال ۲۰۰۸ از همسرش که «آنا» نام داشت، جدا شد. این بازیگر در سال ۲۰۰۹ با یک چهره‌پرداز ازدواج کرد.

## صداپیشگی
- خرس برادر
- حدود پروردگار
- جوجه کوچولو
- هری پاتر و جام آتش
- هری پاتر و محفل ققنوس
- افسون‌زده
- مسابقه سرعت
- میمون‌های فضایی
- مسابقه تا کوه جادوگران
- داستان اسباب‌بازی ۳
- هری پاتر و یادگاران مرگ - قسمت اول